# دالة ميرتنز

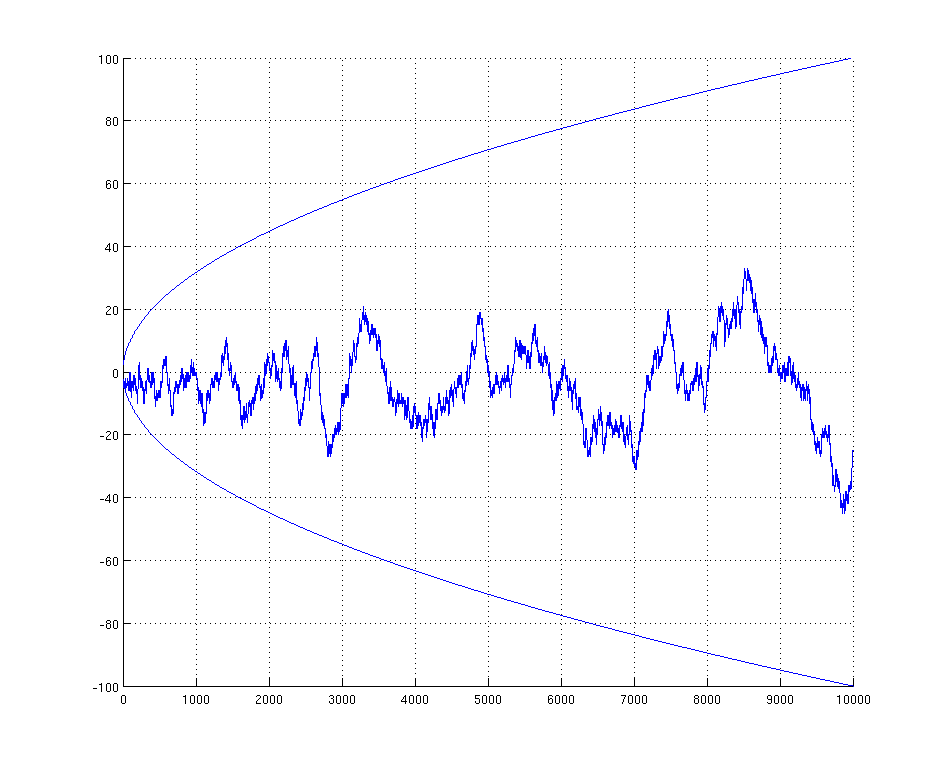

في نظرية الأعداد, دالة ميرتنز هي دالة معرفة بالنسبة لجميع الأعداد الصحيحة الطبيعية n كالتالي :
{\displaystyle M(n)=\sum _{k=1}^{n}\mu (k)}
حيث (μ(k هي دالة موبيوس. سميت هاته الدالة هكذا نسبة للعالم الذي أنشأها و هو فرانز ميرتنز.
و بتعبير آخر, (M(n هي عدد الأعداد الصحيحة الطبيعية الأصغر من n و التي لا تحتوي على أي مربع لعدد أولي ما، أثناء تفكيك n إلى جداء أعداد أولية و التي لها عدد زوجي من العوامل الأولية، ننقص منه عدد الأعداد الصحيحة الطبيعية الأصغر من n و التي لا تحتوي على أي مربع لعدد أولي ما، أثناء تفكيك n إلى جداء أعداد أولية و التي لها عدد فردي من العوامل الأولية.
النظر إلى هاته الدالة يؤدي حتما إلى النظر إلى حدسية ميرتنز.